# Acacia blomei
Acacia blomei är en ärtväxtart som beskrevs av Ohlend. Acacia blomei ingår i släktet akacior, och familjen ärtväxter. Inga underarter finns listade i Catalogue of Life.